# Biserica de lemn din Băiceni

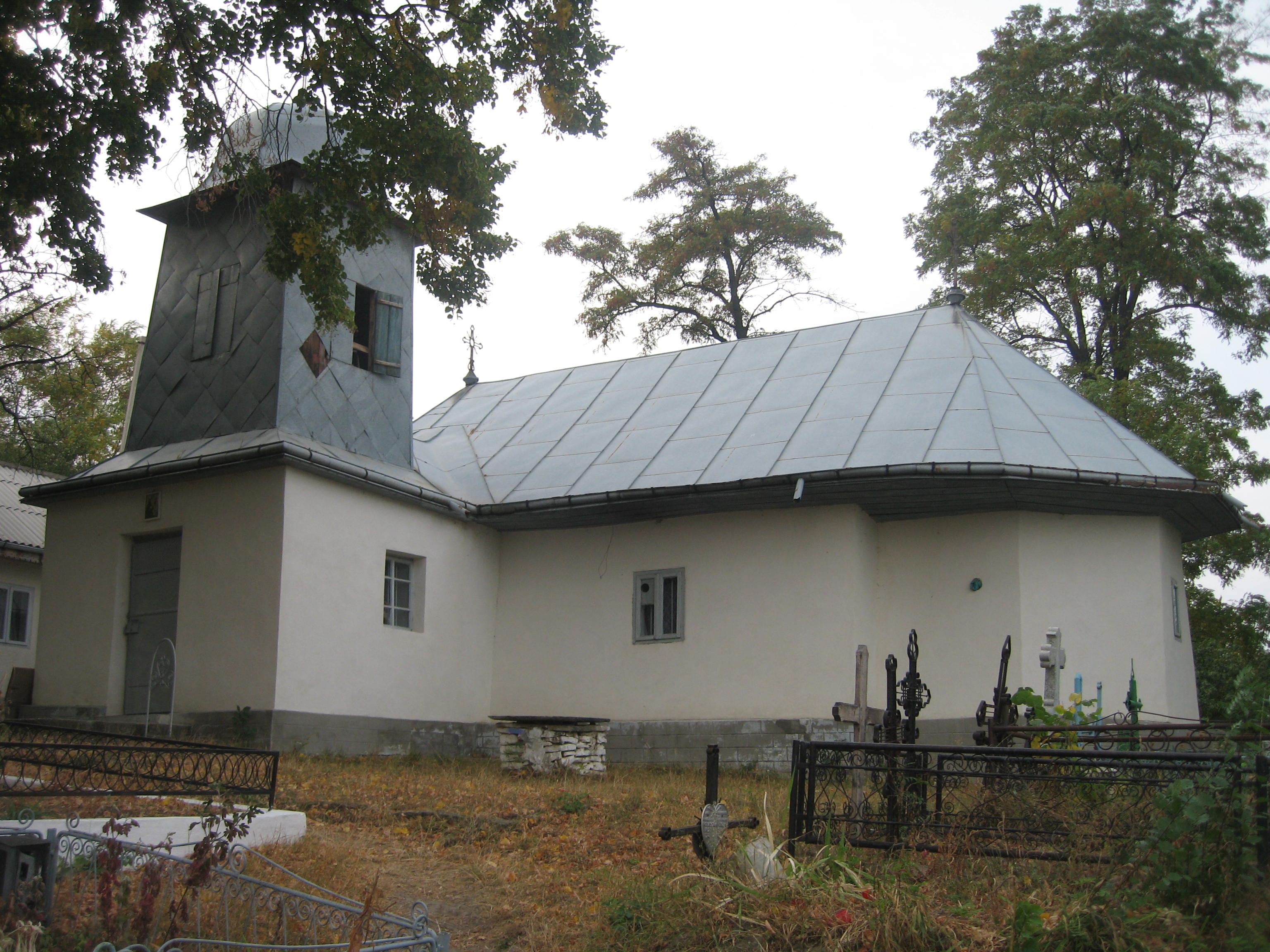
Biserica de lemn din Băiceni.

Biserica de lemn cu hramul Sfânta Treime din Băiceni a fost construită în anul 1808 în satul Băiceni din comuna Cucuteni (aflată în județul Iași, la o distanță de 55 km de municipiul Iași). Ea se află localizată în cimitirul din partea de nord-vest a satului Băiceni, pe înălțimea dealului Trei Movile. 
Biserica de lemn din Băiceni a fost inclusă pe Lista monumentelor istorice din județul Iași din anul 2015, având codul de clasificare cod LMI IS-II-m-B-04101. 

## Istoric
Prima atestare documentară a satului Băiceni este din anul 1454, când aparținea Mănăstirii Bistrița. Domnitorul Ștefan cel Mare (1457-1504) a dat moșia boierului de sfat Dajbog. După moartea acestuia, văduva sa a donat moșia Mănăstirii Moldovița. În secolul al XVII-lea, moșia satului Băiceni a trecut în stăpânirea Mănăstirii Buhalnița (Hangu). 
Actuala biserică de lemn a fost construită în anul 1808 ca biserică de schit.  În secolul al XIX-lea, moșia și-a schimbat din nou proprietarul, trecând în administrarea Mănăstirii Sf. Ilie din Iași, închinată Patriarhiei de Constantinopol. În actul de danie este amintită și biserica.  În anul 1851, o parte a moșiei a fost vândută. În decembrie 1863, prin Legea secularizării averilor mănăstirești, restul moșiei a revenit statului care i-a împroprietărit pe țăranii localnici. În acel moment era proprietatea Patriarhiei de Alexandria. 
În decursul timpului, biserica a fost reparată de mai multe ori. În ultimul deceniu al secolului al XX-lea, pereții de lemn au fost acoperiți cu tencuială atât la interior, cât și la exterior. Ultimele lucrări de restaurare au fost efectuate în anul 2000.
Deoarece este amplasată pe un teren instabil (în pantă), biserica are probleme la fundații. 

## Arhitectura bisericii
Biserica de lemn din Băiceni este construită în totalitate din cununi orizontale de bârne masive de stejar, fiind așezată pe o temelie din piatră. În ultimul deceniu al secolului al XX-lea, pereții de lemn au fost acoperiți cu tencuială atât la interior, cât și la exterior.
Construcția este în formă de navă, cu altar poligonal. În interior, ea este compartimentată în 4 încăperi: pridvor, pronaos, naos și altar. În biserică se intră printr-un pridvor de acces aflat pe latura de sud, care are amplasată deasupra sa o clopotniță înaltă, din lemn. Pronaosul este despărțit de naos prin doi stâlpi masivi de lemn, adosați pereților laterali, care sprijină și cafasul.
Inițial acoperită cu șindrilă, biserica are astăzi învelitoare din tablă. Acoperișul este în patru ape. Turla de pe pridvorul bisericii are secțiunea pătrată, iar acoperișul este realizat în formă de clopot și acoperit tot cu tablă.

## Imagini

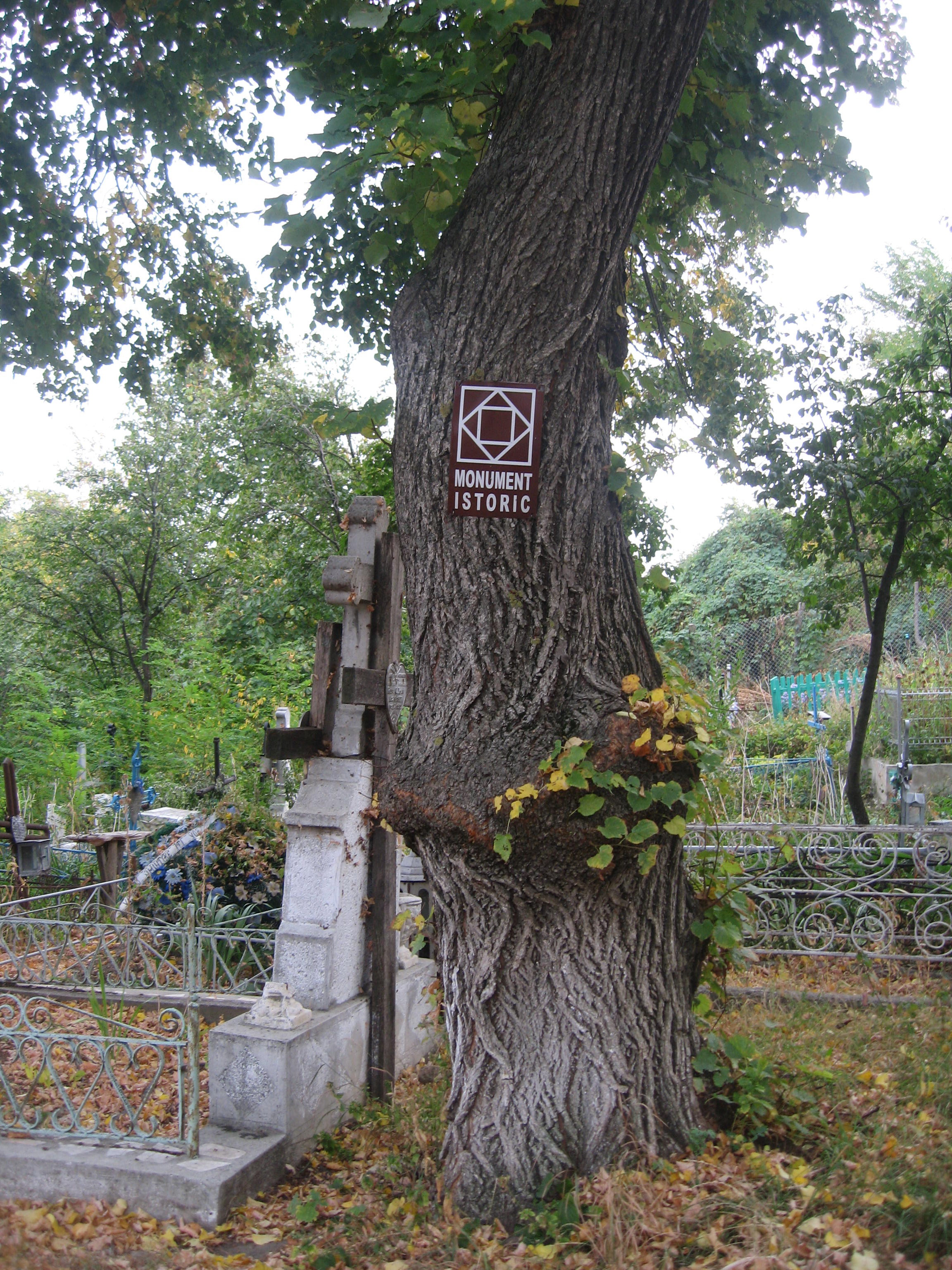
Copac din curtea bisericii pe care a fost amplasată placa care atestă faptul că biserica este monument istoric
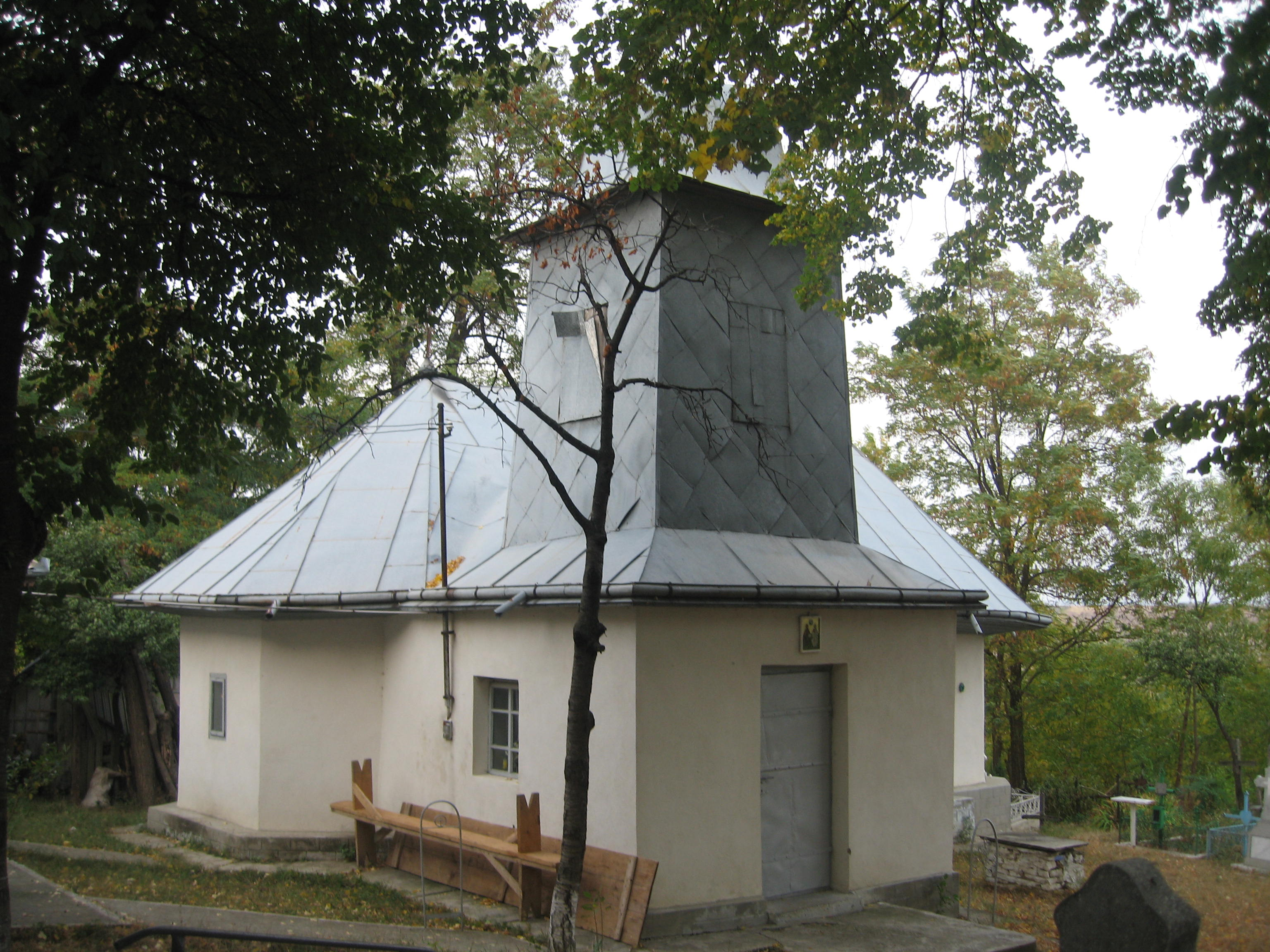
Biserica văzută dinspre intrarea în cimitir (latura de sud-vest)
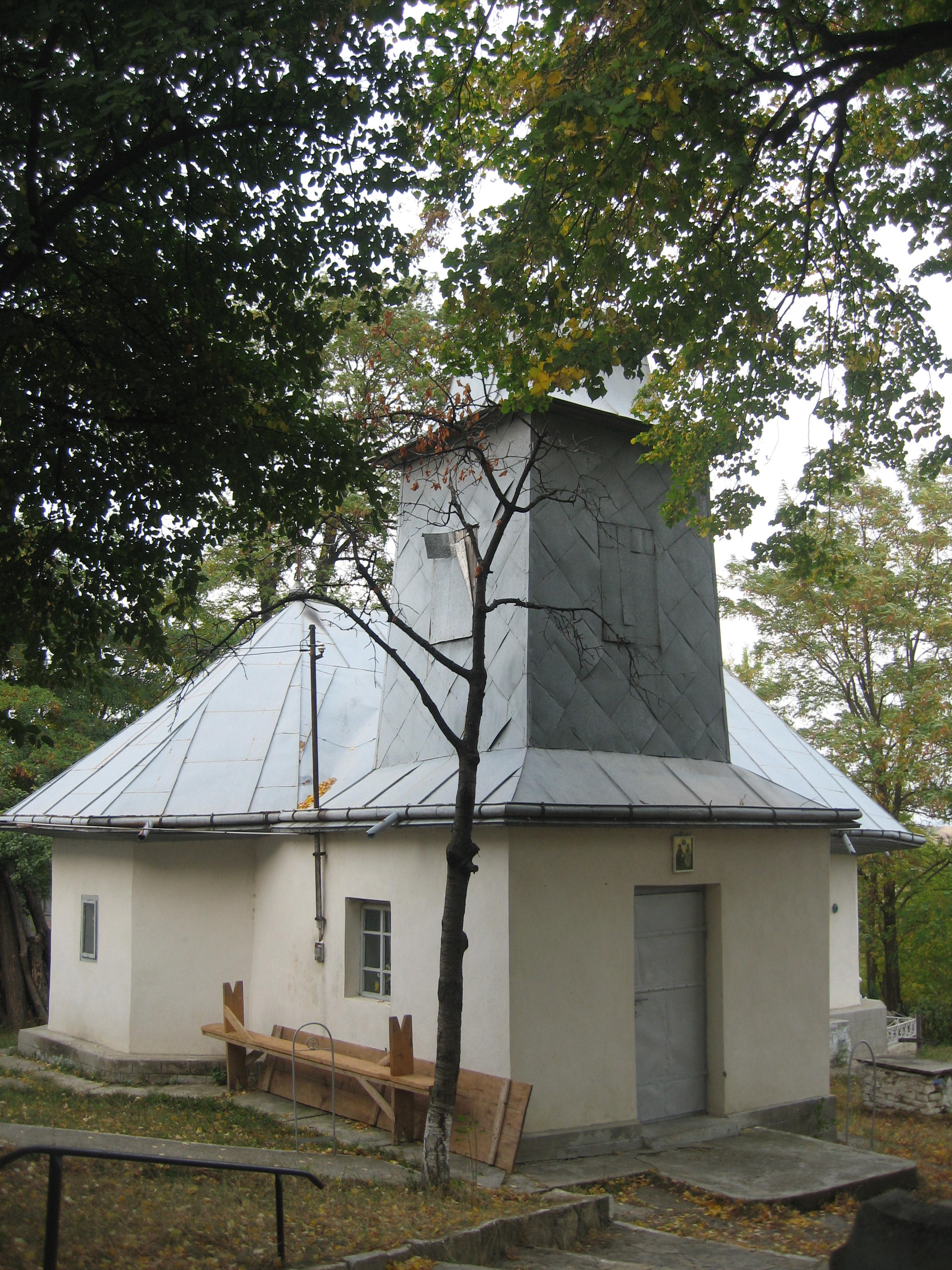
Biserica de lemn văzută de pe latura de sud-vest
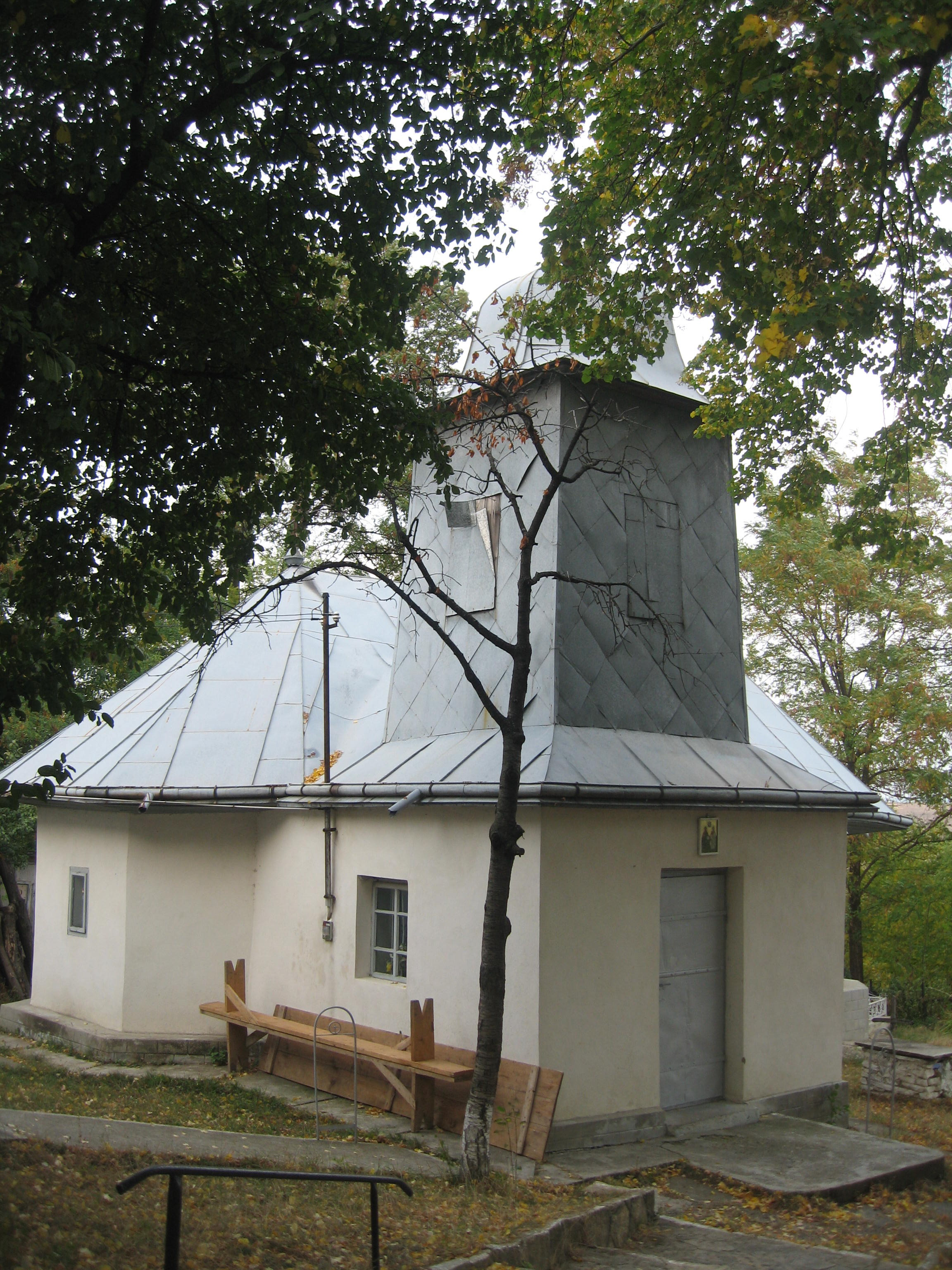
Biserica de lemn văzută de pe latura de sud-vest
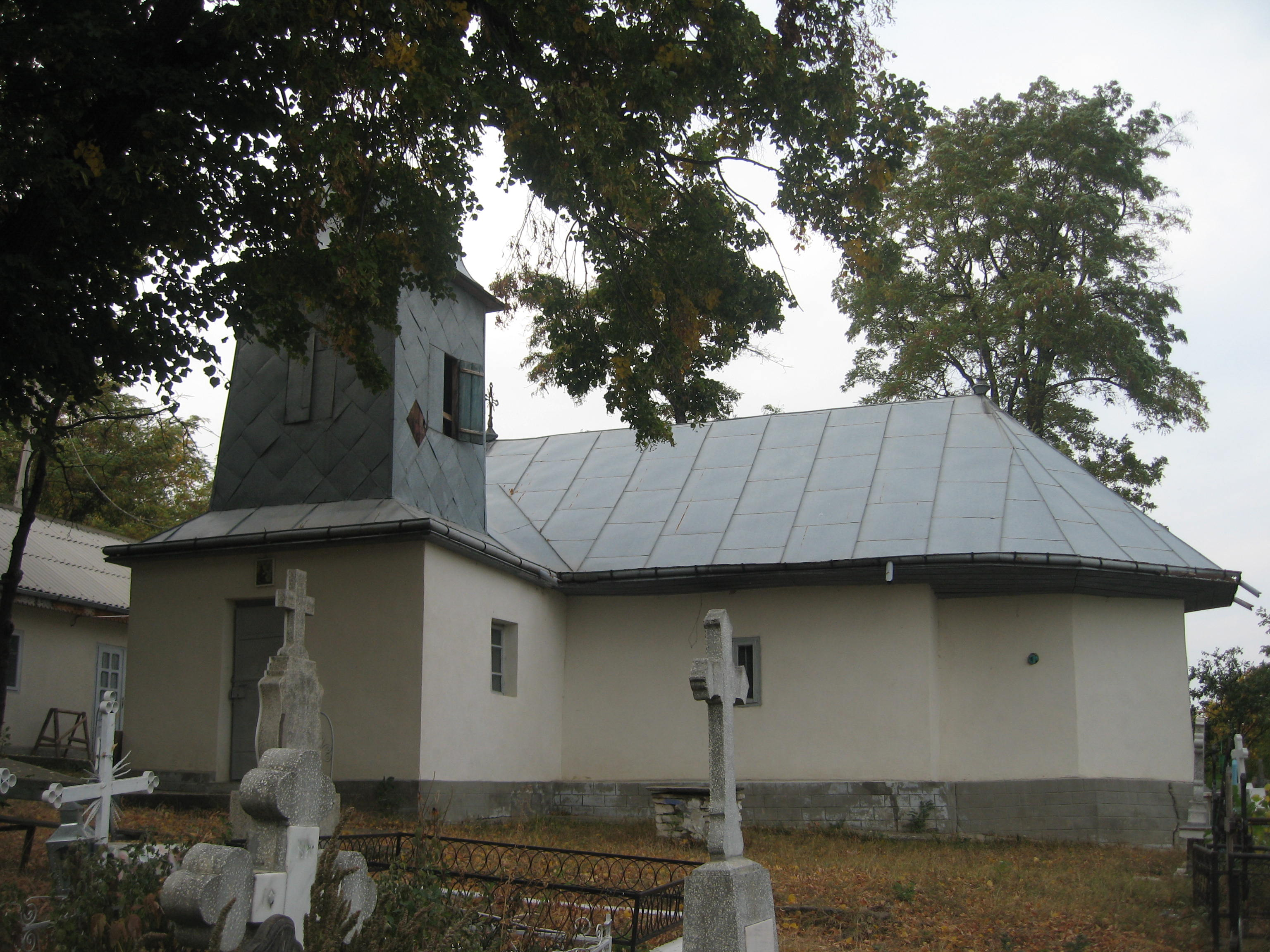
Biserica de lemn văzută de pe latura sudică
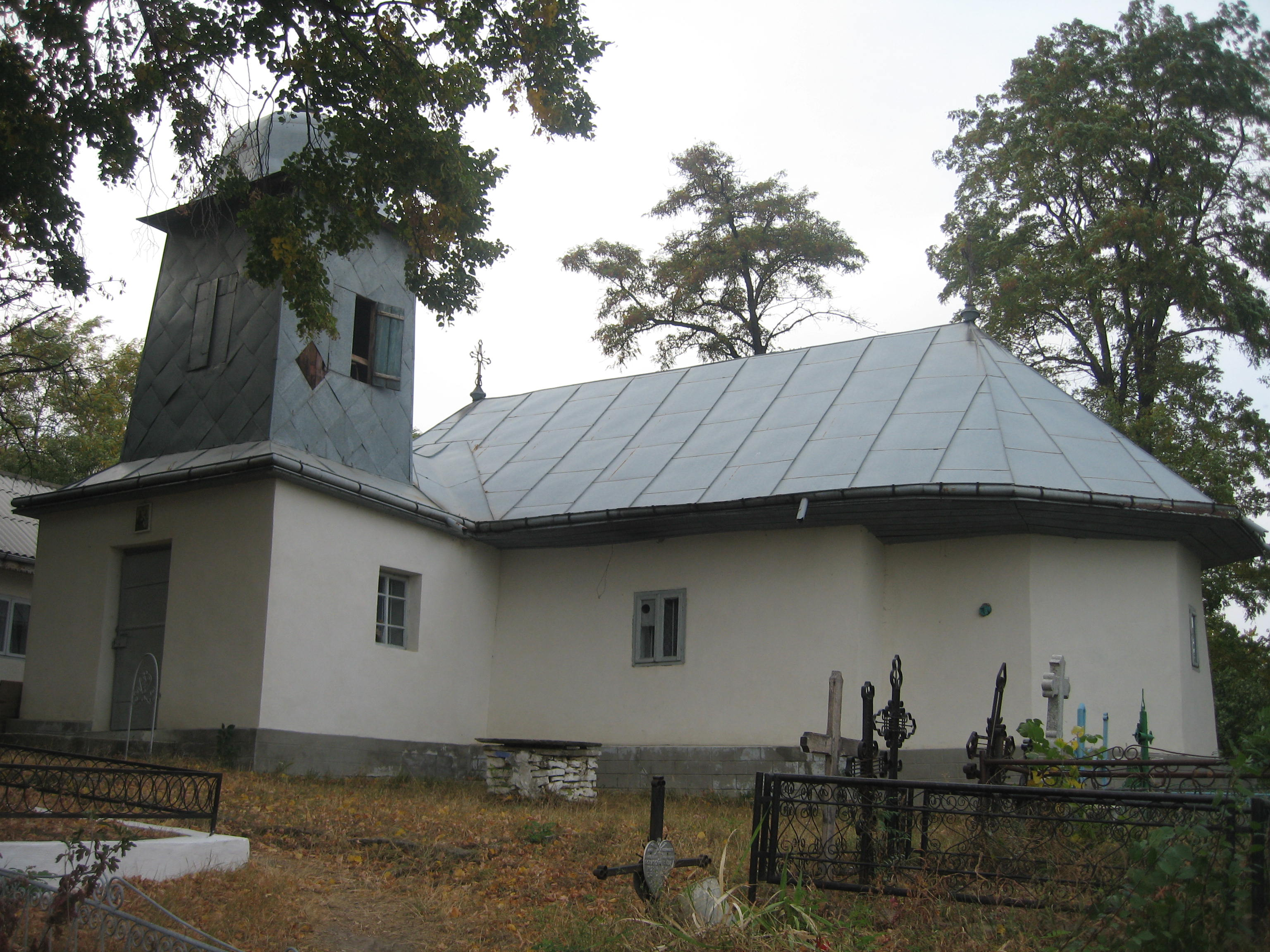
Biserica de lemn văzută de pe latura de sud-est
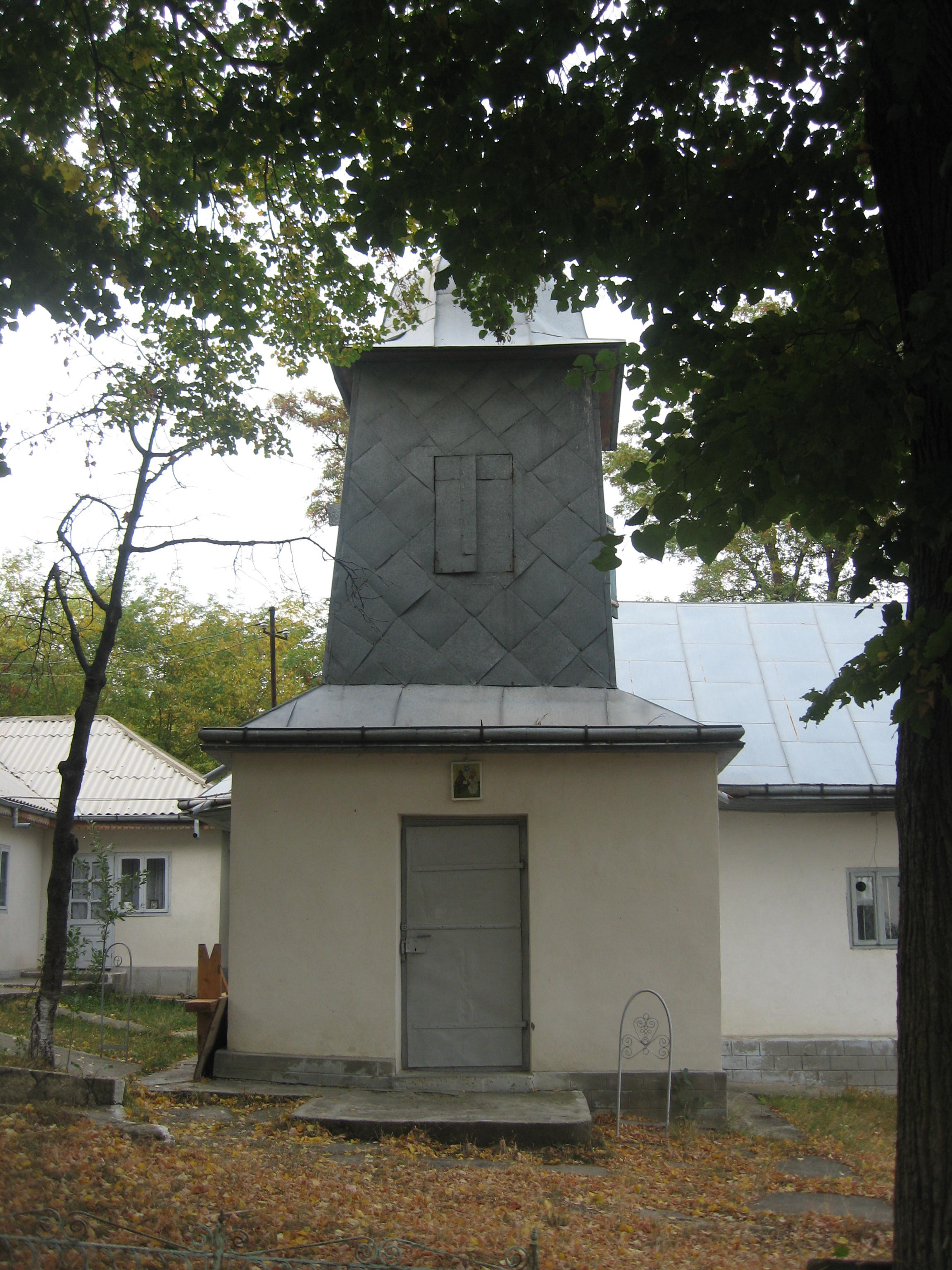
Pridvorul cu clopotniţa deasupra sa
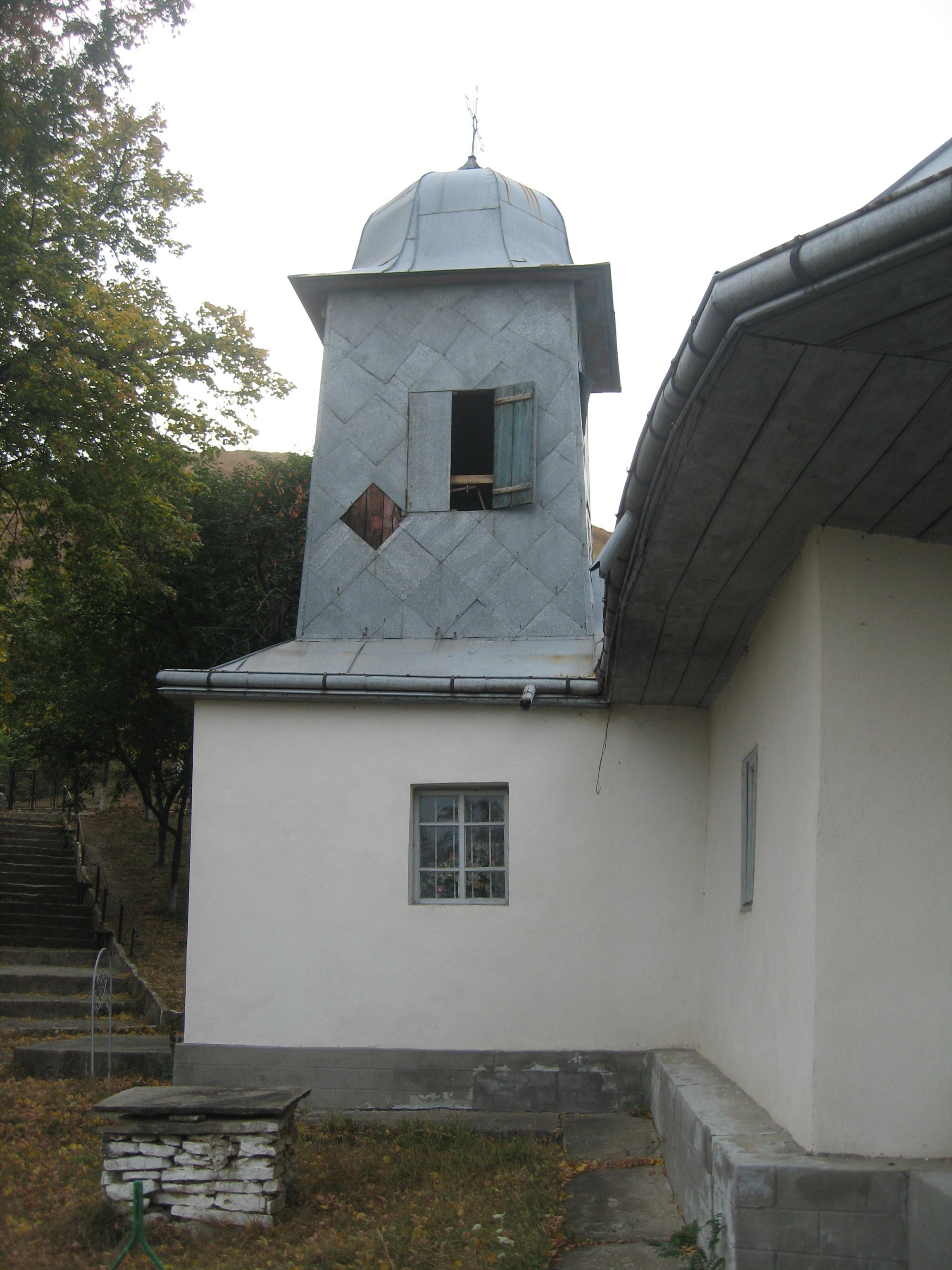
Pridvorul cu clopotniţa deasupra sa
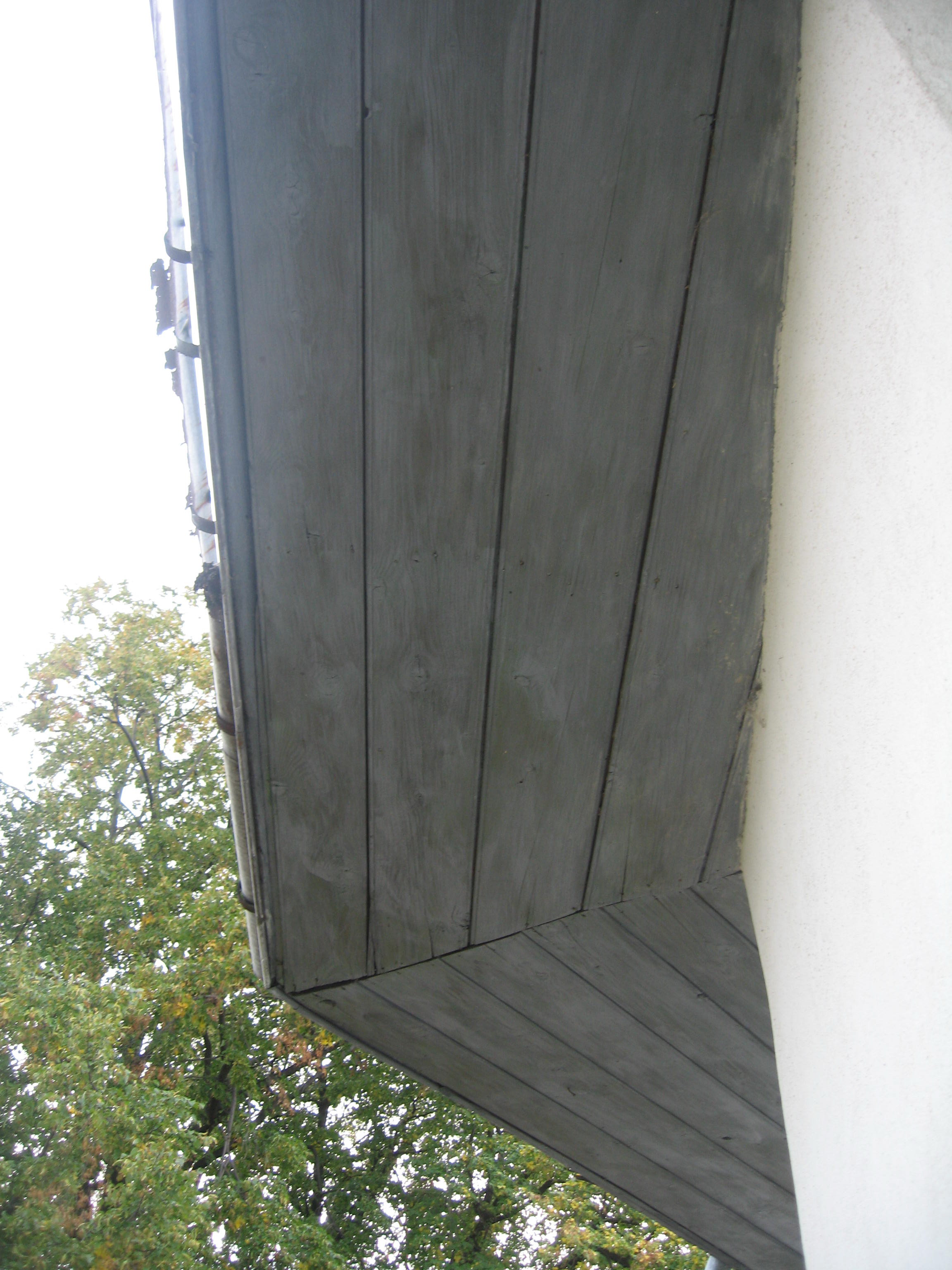
Cosoroaba